# Глеба Юрій Федорович
Гле́ба Ю́рій Фе́дорович (14 липня 1960, Довге) — український культурний діяч, заслужений працівник культури України. Начальник управління культури Закарпатської обласної державної адміністрації.

## Життєпис
Народився 14 липня 1960 року в селі Довге.
У 1981 році закінчив з відзнакою Рівненський державний інститут культури за спеціалізацією «організатор-методист культурно-освітньої роботи».
З 1985 року до 2005 — керівник галузі культури в Іршавському районі Закарпатської області.
З травня 2006 року — начальник управління культури Закарпатської обласної державної адміністрації.
1 березня 2017 року призначений на посаду в.о. директора Мукачівського драматичного театру.
30 березня 2017 року виграв конкурс на посаду директора Мукачівського драматичного театру.

## Відзнаки і нагороди
З 1999 року — Заслужений працівник культури України.